# Thobala
Thobala is een geslacht van hooiwagens uit de familie Assamiidae.
De wetenschappelijke naam Thobala is voor het eerst geldig gepubliceerd door Roewer in 1940. 

## Soorten
Thobala is monotypisch en omvat slechts de volgende soort:
- Thobala lesserti